# Felinów (Łódź)
Pour les articles homonymes, voir Felinów.
Felinów est une localité polonaise de la gmina d'Osjaków, située dans le powiat de Wieluń en voïvodie de Łódź.